# Variables conjuguées (thermodynamique)
Ne doit pas être confondu avec Variables conjuguées (formalisme hamiltonien).
En thermodynamique, l'énergie interne d'un système est exprimé à travers un couple de grandeurs physiques appelé variables conjuguées. Ce couple de deux variables vérifie les propriétés suivantes :
- l'une est intensive et l'autre extensive ;
- leur produit est homogène à une énergie (ou parfois une puissance).

Le produit de ces deux variables donne ici une énergie, ce qui s'explicite en disant que les deux variables sont « conjuguées par rapport à l'énergie ». D'une manière plus générale, des variables conjuguées peuvent être définies de même par rapport à n'importe quelle fonction d'état thermodynamique. On utilise par exemple, dans l'étude des processus irréversibles, des variables « conjuguées par rapport à l'entropie », pour lesquelles le produit est une entropie, ce qui conduit aux relations de réciprocité d'Onsager. Le présent article ne traite cependant que des variables conjuguées par rapport à l'énergie.

## Variables conjuguées et équation d'état
Dans un système mécanique, une augmentation élémentaire de l'énergie se calcule par le produit d'une force et d'un déplacement élémentaire. La situation est similaire en thermodynamique, où une variation élémentaire dans l'énergie d'un système thermodynamique peut se calculer sous la forme d'un produit entre des « forces généralisées », c'est-à-dire des grandeurs intensives qui tendent à provoquer certaines évolutions du système, et les déplacements élémentaires du système suivant ce qui se traduit par des « coordonnées généralisées ». Les deux variables correspondantes sont appelées des variables conjuguées.
C'est par exemple le cas de la paire (pression, volume) : la pression agit comme une force généralisée, dans le sens où une variation de pression {\displaystyle \Delta p} tend à provoquer une variation de volume {\displaystyle \Delta V} ; le volume joue le rôle d'une coordonnée généralisée, dans le sens où cette grandeur extensive reflète la manière dont le système se déplace macroscopiquement ; et la variation du produit {\displaystyle \Delta (p\cdot V)} correspond à la variation de l'énergie du système. De même, une différence de température va induire une variation de l'entropie, et le produit des deux correspond à l'énergie transférée par échange thermique.
Les variables conjuguées jouent un rôle important dans les formes différentielles portant sur l'énergie interne, l'enthalpie, l'énergie libre et l'enthalpie libre que l'on manipule souvent en thermodynamique (et plus généralement pour tous les potentiels thermodynamiques). En effet, ces différentes fonctions d'état dépendent de plusieurs sources d'énergie dans le système et chacune de ces sources d'énergie s'exprime comme le produit de deux variables conjuguées.
Le carré thermodynamique de Born est un moyen mnémotechnique pour retrouver rapidement la formule donnant un potentiel thermodynamique à partir de ses variables conjuguées.
Une théorie des potentiels thermodynamiques ne serait pas complète sans considérer que le nombre de particules dans un système est également une variable extensive, au même titre que d'autres variables comme le volume ou l'entropie. Ce nombre de particule a de même une variable conjuguée, qui est dans ce cas le potentiel chimique : c'est la « force généralisée » qui tend à provoquer un échange de particules, que ce soit avec l'environnement, ou entre différentes phases du système ; ce qui est une approche utile pour analyser des systèmes mélangeant différentes espèces chimiques dans différentes phases. Par exemple, si un récipient contient de l'eau liquide et de la vapeur d'eau, il y coexistera un potentiel chimique dans l'eau tendant à déplacer les particules du liquide vers la vapeur (évaporation), et un autre dans la vapeur tendant à déplacer les particules vers la phase liquide (condensation) ; et ce n'est que lorsqu'il y a équilibre entre ces deux « forces » que le système sera à l'équilibre.
Ce qui joue le rôle de la force généralisée est toujours une variable intensive, et ce qui varie est toujours une variable extensive, le produit des deux (qui est donc une grandeur physique extensive) correspondant à un transfert d'énergie.
La variable intensive, qui joue le rôle d'une force, est la dérivée de l'énergie interne par rapport à la variable extensive traduisant le « déplacement » du système, toutes les autres variables extensives restant constantes.

## Exemples
| Variable intensive    | Variable intensive | Variable extensive     | Variable extensive |
| --------------------- | ------------------ | ---------------------- | ------------------ |
| Affinité chimique     | J mol−1            | Avancement de réaction | mol (mole)         |
| Intensité électrique  | A (ampère)         | Flux magnétique        | Wb (weber)         |
| Force                 | N (newton)         | Vecteur déplacement    | m                  |
| Potentiel chimique    | J mol−1            | Quantité de matière    | mol                |
| Pression              | Pa (pascal)        | Volume                 | m3                 |
| Tension électrique    | V (volt)           | Charge électrique      | C (coulomb)        |
| Tension superficielle | N m−1              | Aire                   | m2                 |
| Température           | K (kelvin)         | Entropie               | J K−1              |
| Temps                 | s                  | Puissance              | W (watt)           |
| Vitesse               | m s−1              | Quantité de mouvement  | kg m s−1           |
| Vitesse angulaire     | rad s−1            | Moment cinétique       | kg m2 s−1          |